# NAN-190
-{
NAN-190}- je lek i istraživačka hemikalija koja je u širokoj upotrebi u naučnim istraživanjima. Ranije se smatralo da on deluje kao selektivni antagonist 5-HT1A receptora, ali su naknadna otkrića pokazala da on isto tako potentno blokira α2-adrenergički receptor.